# Ktiš
Ktiš är en ort i Tjeckien.   Den ligger i regionen Södra Böhmen, i den sydvästra delen av landet, 130 km söder om huvudstaden Prag. Ktiš ligger 760 meter över havet och antalet invånare är 506.
Terrängen runt Ktiš är lite kuperad.  Trakten runt Ktiš är nära nog obefolkad, med mindre än två invånare per kvadratkilometer. Närmaste större samhälle är Český Krumlov, 17,8 km sydost om Ktiš. I omgivningarna runt Ktiš växer i huvudsak blandskog.